# Fiodor Połynin
Fiodor Pietrowicz Połynin, ros. Федор Петрович Полынин (ur. 7 października?/20 października 1906 we wsi Sucha Odnoga, zm. 21 listopada 1981 w Moskwie) – generał pułkownik lotnictwa Wojskowych Sił Powietrznych ZSRR, generał broni Wojska Polskiego, dowódca lotnictwa WP (1944–1947), Bohater Związku Radzieckiego (1938).

## Życiorys
Fiodor Pietrowicz Połynin urodził się 20 października 1906 roku we wsi Sucha Odnoga (ros. Сухой Отрог), położonej w rejonie bałakowskim (obwód saratowski). Pochodził z wielodzietnej rodziny chłopskiej. Był jednym z 11 rodzeństwa. W 1907 wraz z rodziną przeniósł się na Syberię, do wsi Samarka w rejonie buchtarmińskim, w obwodzie semipałatyńskim, gdzie ojciec zagospodarował leżące odłogiem ziemie, tworząc średniej wielkości gospodarstwo. Mając 8 lat rozpoczął pracę w gospodarstwie ojca. Po jego śmierci wyjechał do Kujbyszewa i w sierpniu 1924 roku rozpoczął pracę w Związku Spółdzielczości Wiejskiej – jako stróż i tragarz, a od kwietnia roku 1927 – jako robotnik niewykwalifikowany w wytwórni wędlin. Jednocześnie w latach 1925–1928 uczęszczał do wieczorowej szkoły średniej dla dorosłych w Kujbyszewie
6 października 1928 został wcielony do Armii Czerwonej, z przydziałem do pułkowej szkoły piechoty 101 pułku strzelców w Wyzraniu. W grudniu 1928 roku po wyrażeniu zgody, przeniesiony do lotnictwa. W roku 1929 ukończył Wojskową Szkołę Pilotów i Techników Lotniczych w Wolsku, a w 1931 Orenburską Szkołę Lotników i Nawigatorów Lotniczych. W 1935 ukończył kursy doskonalenia kadry kierowniczej przy Wojskowej Akademii Lotniczej. W 1955 ukończył Wojskową Akademię Sztabu Generalnego Sił Zbrojnych ZSRR.
Od stycznia 1936 pełnił funkcję dowódcy 23 Brygady Lotniczej. Od listopada 1937 do kwietnia 1938 jako ochotnik walczył w Chinach z najeźdźcami japońskimi. W czerwcu 1938 awansował do stopnia starszego inspektora techniki pilotowania Sił Powietrznych Armii Czerwonej. 14 listopada 1938 otrzymał tytuł Bohatera Związku Radzieckiego.
Od października 1939 był zastępcą dowódcy Sił Powietrznych Kijowskiego Specjalnego Okręgu Wojskowego. Jako dowódca sił powietrznych 13 Armii uczestniczył w wojnie radziecko-fińskiej 1939-40. Od sierpnia 1940 pełnił funkcję dowódcy 13 Dywizji Lotnictwa Bombowego, od sierpnia 1941 dowódca Sił Powietrznych Frontu Briańskiego, od maja 1942 zastępca dowódcy 2 Armii Lotniczej, a od września 1942 zastępca dowódcy 6 Armii Lotniczej na Frontach: Briańskim i Północno-Zachodnim. W latach 1943–44 był dowódcą 6 Armii Lotniczej na Frontach: Północno-Zachodnim, 2 Białoruskim i 1 Białoruskim.
Uczestniczył w bitwie pod Moskwą, w walkach w rejonie Diemiańska, w wyzwoleniu prawobrzeżnej Ukrainy, w operacjach białoruskiej i lubelsko-brzeskiej oraz w bitwach o Poznań i Berlin.
Od 1 listopada 1944 do 21 marca 1947 był dowódcą Lotnictwa WP.
5 maja 1947 powrócił do ZSRR. Od 25 czerwca 1947 był dowódcą 13 Armii Lotniczej, od 10 stycznia 1949 – 76 Armii Lotniczej w Leningradzie, od 26 maja 1950 do 21 stycznia 1954 dowódcą 30 Armii Lotniczej w Rydze, następnie słuchaczem Wyższej Akademii Wojskowej im. Klimienta Woroszyłowa. Po ukończeniu akademii, od 1 lutego 1956 dowodził 57 Armią Lotniczą we Lwowie. Od sierpnia 1959 do maja 1971 był szefem Tyłów Sił Powietrznych ZSRR. Od 1971 w rezerwie.
Podczas wojny został kontuzjowany, trzykrotnie palił się w powietrzu, dwa razy był zestrzelony. Latał na 39 typach samolotów. Wykonał ponad 500 lotów bojowych. W powietrzu spędził ponad 6000 godzin.
Napisał wspomnienia zatytułowane: Bojewyje marszruty.
Miał żonę – Jelenę Samojłowną Majsmok, dwie córki: Irinę (1934) i Tatianę (1941), oraz syna Piotra (1949).

## Awanse
- starszy porucznik – 14 marca 1936
- kapitan – 19 lutego 1938
- pułkownik – 5 sierpnia 1938
- kombryg – 29 listopada 1939
- generał major – 4 lutego 1940
- generał porucznik – 28 maja 1943
- generał broni – 9 sierpnia 1945
- generał pułkownik lotnictwa – 11 lipca 1946

## Ordery i odznaczenia
- Medal Złota Gwiazda Bohater Związku Radzieckiego (14 listopada 1938)
- Order Lenina – dwukrotnie
- Order Rewolucji Październikowej
- Order Czerwonego Sztandaru – pięciokrotnie
- Order Kutuzowa I stopnia – dwukrotnie
- Order Kutuzowa II stopnia
- Order Czerwonego Sztandaru Pracy
- Order Czerwonej Gwiazdy – dwukrotnie
- Medal „Za obronę Moskwy”
- Medal „Za zdobycie Berlina”
- Medal „Za zwycięstwo nad Niemcami w Wielkiej Wojnie Ojczyźnianej 1941–1945”
- Medal jubileuszowy „Dwudziestolecia zwycięstwa w Wielkiej Wojnie Ojczyźnianej 1941–1945”
- Medal jubileuszowy „Trzydziestolecia zwycięstwa w Wielkiej Wojnie Ojczyźnianej 1941–1945”
- Medal jubileuszowy „XX lat Robotniczo-Chłopskiej Armii Czerwonej”
- Medal jubileuszowy „30 lat Armii Radzieckiej i Floty”
- Medal jubileuszowy „40 lat Sił Zbrojnych ZSRR”
- Medal jubileuszowy „50 lat Sił Zbrojnych ZSRR”
- Krzyż Kawalerski Orderu Wojennego Virtuti Militari (1968)
- Krzyż Złoty Orderu Wojennego Virtuti Militari (11 maja 1945)[1][2]
- Krzyż Srebrny Orderu Wojennego Virtuti Militari (1946)
- Krzyż Komandorski Orderu Odrodzenia Polski (1945)
- Order Krzyża Grunwaldu II klasy (1946)[3]
- Złoty Krzyż Zasługi (1946)
- Medal „Za udział w walkach o Berlin” (1966)
- Złota odznaka „Na Straży Pokoju” (1976)[4]